# Ross Hagen
Ross Hagen, nato Leland Lando Lilly (Williams, 21 maggio 1938 – Los Angeles, 7 maggio 2011), è stato un attore, regista e doppiatore statunitense.

## Biografia
Ross Hagen nacque a Williams il 21 maggio 1938. Il suo primo film da protagonista fu The Hellcats del 1968. È apparso in seguito in molti altri film e serie televisive.

## Filmografia parziale

### Regista
- The Glove (1979)
- Jane (1982)
- Reel Horror (1985)
- B.O.R.N. (1988)
- Click: The Calendar Girl Killer (1990)
- The Media Madman (1992)
- Time Wars (1993)
- Murder on the Yellow Brick Road (2005)

### Attore

#### Cinema
- Sparatorie ad Abilene (Gunfight in Abilene), regia di William Hale - non accreditato (1967)
- The Hellcats, regia di Robert F. Slatzer (1968)
- Senza sosta (The Mini-Skirt Mob), regia di Maury Dexter (1968)
- A tutto gas (Speedway), regia di Norman Taurog (1968)
- L'organizzazione sfida l'ispettore Tibbs (The Organization), regia di Don Medford (1971)
- Le sensitive (Wonder Women), regia di Robert Vincent O'Neill (1973)
- La pantera assassina (Night Creature), regia di Lee Madden (1978)
- Angel Killer (Angel), regia di Robert Vincent O'Neill (1984)
- Angel Killer II - La vendetta (Avening Angel), regia di Robert Vincent O'Neill (1985)
- Risposta armata (Armed Response), regia di Fred Olen Ray (1986)
- Warlords - I signori della guerra (Warlords), regia di Fred Olen Ray (1988)
- Alienator, regia di Fred Olen Ray (1990)
- Dinosaur Island, regia di Fred Olen Ray (1994)
- Taglia che scotta (Hard Bounty), regia di Jim Wynorski (1995)
- Virtual Desire, regia di Jim Wynorski (1995)
- Storm Trooper, regia di Jim Wynorski (1998)
- The Escort III, regia di Jim Wynorski (1999)
- The Kid with X-ray Eyes, regia di Fred Olen Ray (1999)
- Inviati speciali, regia di Fred Olen Ray (2000)

#### Televisione
- Shane – serie TV, episodi 1x15-1x16 (1966)
- Il virginiano (The Virginian) – serie TV, 3 episodi (1966-1967)
- Il fuggiasco (The Fugitive) – serie TV, 1 episodio (1967)
- Selvaggio west (The Wild Wild West) – serie TV, episodio 3x14 (1967)
- I sentieri del west (The Road West) – serie TV, episodio 1x20 (1967)
- Daktari – serie TV, 12 episodi (1968-1969)
- Lancer – serie TV, episodio 1x21 (1969)
- Arrivano le spose (Here Come the Brides) – serie TV, 2 episodi (1969)
- Sui sentieri del West (The Outcasts) – serie TV, episodio 1x17 (1969)
- Lancer – serie TV, episodio 2x17 (1970)
- Bonanza – serie TV, 1 episodio (1970)
- Quel dannato pugno di uomini (The Meanest Men in the West) – film TV (1974)
- Professione pericolo (The Fall Guy) – serie TV, 1 episodio (1984)

#### Altro
- Red Dead Redemption – videogioco, voce (2010)